# Tetraplaria wilsoni
Tetraplaria wilsoni är en mossdjursart som först beskrevs av Bretnall 1921.  Tetraplaria wilsoni ingår i släktet Tetraplaria och familjen Tetraplariidae. Inga underarter finns listade i Catalogue of Life.